# Almensch Belete
Almensch Belete (ur. 26 lipca 1989 w Addis Abebie) – etiopska lekkoatletka specjalizująca się w biegach długodystansowych. Od stycznia 2012 roku reprezentuje Belgię.
W 2012 startowała na mistrzostwach Europy w Helsinkach, na których zajęła 8. miejsce w biegu na 5000 metrów. W tym samym roku i na tym samym dystansie, odpadła w eliminacjach podczas igrzysk olimpijskich w Londynie. Piąta zawodniczka w biegu na 3000 metrów podczas halowych mistrzostw Europy w Göteborgu (2013). Stawała na podium podczas mistrzostw kraju.

## Osiągnięcia
| Rok  | Impreza                                   | Miejsce   | Konkurencja           | Lokata      | Wynik    |
| ---- | ----------------------------------------- | --------- | --------------------- | ----------- | -------- |
| 2012 | Mistrzostwa Europy                        | Helsinki  | bieg na 5000 metrów   | 8. miejsce  | 15:22,15 |
| 2012 | Igrzyska olimpijskie                      | Londyn    | bieg na 5000 metrów   | eliminacje  | 15:10,24 |
| 2013 | Halowe mistrzostwa Europy                 | Göteborg  | bieg na 3000 metrów   | 5. miejsce  | 9:03,89  |
| 2013 | Mistrzostwa świata w biegach przełajowych | Bydgoszcz | bieg seniorek         | 17. miejsce | 25:24    |
| 2013 | I liga drużynowych mistrzostw Europy      | Dublin    | bieg na 1500 metrów   | 8. miejsce  | 4:28,53  |
| 2013 | I liga drużynowych mistrzostw Europy      | Dublin    | bieg na 3000 metrów   | 2. miejsce  | 9:11,61  |
| 2013 | Mistrzostwa świata                        | Moskwa    | bieg na 5000 metrów   | eliminacje  | 16:03,03 |
| 2014 | Mistrzostwa Europy                        | Zurych    | bieg na 10 000 metrów | 15. miejsce | 33:03,87 |
| 2014 | Mistrzostwa Europy w biegach przełajowych | Samokow   | bieg seniorek         | 4. miejsce  | 28:52    |
| 2015 | Mistrzostwa świata                        | Pekin     | bieg na 10 000 metrów | 21. miejsce | 32:47,62 |
| 2016 | Mistrzostwa Europy                        | Amsterdam | bieg na 10 000 metrów | –           | DNF      |

## Rekordy życiowe
- Bieg na milę – 4:28,11 (2012) rekord Belgii.
- Bieg na 3000 metrów – 8:51,70 (2013)
- Bieg na 3000 metrów (hala) – 8:54,14 (2013)
- Bieg na 5000 metrów – 15:03,63mx (2011), w 2012 ustanowiła rekord Belgii na tym dystansie – 15:10,24